# Lepidopora glabra
Lepidopora glabra is een hydroïdpoliep uit de familie Stylasteridae. De poliep komt uit het geslacht Lepidopora. Lepidopora glabra werd in 1867 voor het eerst wetenschappelijk beschreven door Pourtalès. 